# Dschabir al-Ahmad al-Dschabir as-Sabah

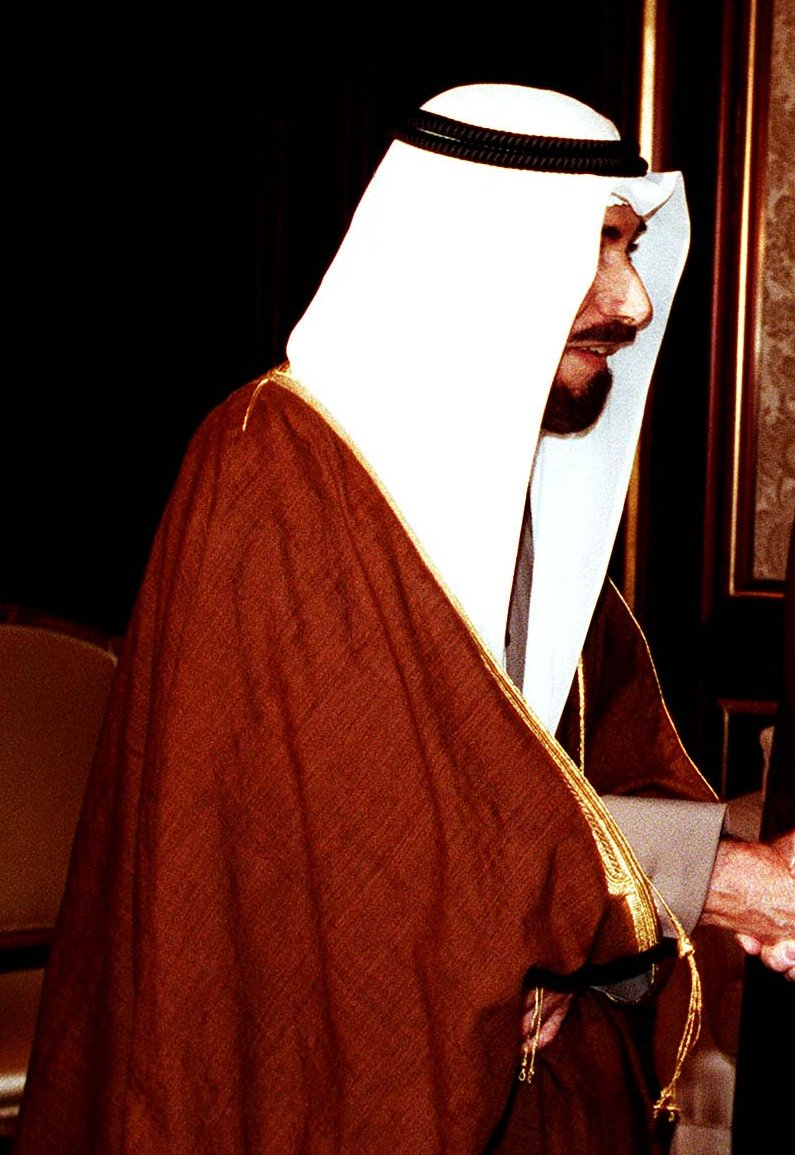
Dschabir III. im Februar 1998

Scheich Dschabir III. (arabisch جابر الأحمد الجابر الصباح, DMG Ǧābir al-Aḥmad al-Ǧābir aṣ-Ṣabāḥ; * 29. Juni 1926 in Kuwait; † 15. Januar 2006 ebenda), auch als Dschabir al-Ahmad al-Dschabir as-Sabah bekannt, war der 13. Emir von Kuwait aus dem Haus al-Sabah.

## Leben
Dschabir al-Ahmad war der dritte Sohn von Ahmad, der von 1921 bis 1950 der 10. Emir von Kuwait war. Er besuchte die al-Mubarakiyya-Schule und erhielt Privatunterricht in Religion, Englisch und Arabisch. 1949 fungierte er als Direktor für Öffentlichkeitsarbeit in der Ahmadi-Region. 1962 wurde er Kuwaits erster Finanz- und Wirtschaftsminister. 1965 wurde er Premierminister von Kuwait und 1966 Kronprinz.
Seit dem 31. Dezember 1977 war Dschabir III. das Staatsoberhaupt von Kuwait, mit Unterbrechung 1990 und 1991 (siehe: Alaa Hussein Ali und Zweiter Golfkrieg). Dschabir III. ging im August 1990 nach Saudi-Arabien ins Exil. Er kehrte am 14. März 1991 in sein Land zurück. Einer seiner Brüder, Fahd al-Ahmad al-Dschabir as-Sabah, war während der irakischen Invasion Kuwaits von irakischen Soldaten getötet worden.
Am 21. September 2001 erlitt er einen leichten Schlaganfall. Dschabir III. starb am 15. Januar 2006 und wurde im Friedhof Al-Sulaibikhat in Kuwait begraben. Sein Nachfolger als Emir von Kuwait wurde Scheich Sa'ad.

## Familie
Dschabir III. war mit mindestens sechs Frauen verheiratet:
1. Scharifa al-Ahmad al-Mubarak al-Sabah
2. Munira Meschaan al-Brazi
3. Dalal al-Barak
4. Wasima ar-Ragaan
5. Adiba ad-Dihani
6. Sarra Scharrar

Er hat insgesamt 17 Söhne und 21 Töchter.
Seine Tochter Azza ist mit dem kuwaitischen Politiker Fahd Yusuf as-Sabah verheiratet.